# ネフェレ (小惑星)
ネフェレ (431 Nephele) は小惑星帯に位置する小惑星。1897年12月18日、オーギュスト・シャルロワがニースで発見した。
ギリシア神話のアイオロスの息子の妃ネペレにちなんで名づけられた。